# Simplice Sarandji
Mathieu Simplice Sarandji (Baoro, República Centroafricana, 4 de abril de 1955) es un político y geógrafo centroafricano.

## Biografía
Realizó sus estudios universitarios en Francia, licenciándose en Geografía por la "Université Michel de Montaigne Bordeaux III" de la ciudad de Burdeos, en la Región de Aquitania. Posteriormente, enseñó la materia durante cuatro años en la Universidad de Bangui, donde también se convirtió en Decano.
En el mundo de la política de su país, es independiente de partidos políticos.
Fue, desde el día 2 de abril de 2016 hasta el 25 de febrero de 2019, el primer ministro de la República Centroafricana, en sucesión de Mahamat Kamoun, luego de haber sido nombrado por el presidente Faustin-Archange Touadéra.
El 5 de mayo de 2021 fue elegido presidente de la Asamblea Nacional de la República Centroafricana.